# Font del Teix
La Font del Teix és una font al terme municipal de la Sénia (Montsià) inclosa a l'Inventari del Patrimoni Arquitectònic de Catalunya. Situada a la partida del Bosc de Millers en un dels punts més baixos de la confluència de barrancs, està al costat mateix del riu Matarranya, i és un punt de partició de terme i de província. La font més antiga és un senzill ullal guarnit per un mur de pedra en sec de tres metres de llarg per metre i mig d'alçada. A uns dos metres, amb un desnivell de mig metre hi ha l'actual font, feta amb formigó i un tub de ferro. Té forma rectangular (1,6 m) en una de les parets, on està situat el tub, recolzada en el desnivell, amb uns petits sortints. La part de la base és un petit bassi. Una mica més avall l'aigua canalitzada per mitjà d'un tub de ferro cau dins d'uns troncs buidats i d'allí va al riu.
A la desamortització de Mendizábal el bosc de Millers, partida on es troba la font, que era del Monestir de Benifassà fou adquirit per J. Mirapeix i Casals de Tarragona, essent la seva extensió de 4.055 jornals i el seu preu de 220.000rs. Normalment s'anomenava font del Teix a les fonts situades en llocs on hi havia aquesta classe d'arbres, per aquest motiu dintre del terme de la Sénia n'hi ha diverses.